# Şeyma
Şeyma ist ein weiblicher Vorname.

## Herkunft und Bedeutung
Der Vorname ist die türkische Form des arabischen Namens Shaima. Dieser Name bedeutet möglicherweise Schönheitszeichen, Schönheitsspuren. Şeyma war eine Pflegeschwester des Propheten Mohammed.

## Namensträgerinnen
- Şeyma Erenli (* 1988), australische Fußballspielerin türkischer Abstammung